# Parc national de Michaelmas et Upolu Cays
 (juillet 2025).
Le parc national de Michaelmas et Upolu Cays est un parc national du Queensland, en Australie, situé à 1 409 km au nord-nord-ouest de Brisbane et à 33 km à l’est de Cairns. Il comprend deux petites cayes sur le récif de Michaelmas, qui forment la section nord-est du complexe récifal d’Arlington, au sein de la Grande Barrière de corail.

## Flore et faune

### Plantes
La végétation de Michaelmas Cay est caractéristique des cayes que l’on trouve sur la barrière de corail externe. De croissance basse, elle se compose de spinifex de plage, d’herbe pédonculée, de Ipomée pied-de-chèvre, de vigne perforante, de pourpier de mer et de macatia vert. Les nutriments qui fertilisent la végétation proviennent des excréments et des carcasses d’oiseaux marins. Upolu Cay, la plus petite, n’est pas végétalisée.

### Animaux
Michaelmas Cay est un site de reproduction important pour plusieurs espèces de sternes. Elle a été identifiée par BirdLife International comme une zone importante pour la conservation des oiseaux (ZICO) car elle abrite plus de 1 % des populations mondiales de sternes voyageuses. Les sternes fuligineuses et les noddis bruns s’y reproduisent également. D’autres sternes qui ont niché sur la caye dans le passé comprennent les sternes de Dougall et les sternes diamant.
Les tortues vertes nichent parfois sur les cayes. Les récifs environnants ont une riche faune marine, y compris des palourdes royales.